# Italia ai XVI Giochi olimpici invernali
L'Italia partecipò ai XVI Giochi olimpici invernali, svoltisi a Albertville, Francia, dall'8 al 23 febbraio 1992, con una delegazione di 107 atleti, 28 dei quali donne. L'Italia chiuse questa edizione al sesto posto con quattro medaglie d'oro, sei d'argento e quattro di bronzo.

## Medagliere per discipline
| Sport        | Oro | Argento | Bronzo | Totale |
| ------------ | --- | ------- | ------ | ------ |
| Sci alpino   | 3   | 2       | 0      | 5      |
| Sci di fondo | 1   | 4       | 3      | 8      |
| Slittino     | 0   | 0       | 1      | 1      |
| Totale       | 4   | 6       | 4      | 14     |

## Medaglie d'oro
| Medaglia | Nome               | Sport        | Evento                 |
| -------- | ------------------ | ------------ | ---------------------- |
| Oro      | Alberto Tomba      | Sci alpino   | Slalom gigante         |
| Oro      | Josef Polig        | Sci alpino   | Combinata              |
| Oro      | Deborah Compagnoni | Sci alpino   | Super-G                |
| Oro      | Stefania Belmondo  | Sci di fondo | 30 km tecnica classica |

## Medaglie d'argento
| Medaglia | Nome                                                          | Sport        | Evento                 |
| -------- | ------------------------------------------------------------- | ------------ | ---------------------- |
| Argento  | Alberto Tomba                                                 | Sci alpino   | Slalom speciale        |
| Argento  | Gianfranco Martin                                             | Sci alpino   | Combinata              |
| Argento  | Marco Albarello                                               | Sci di fondo | 10 km tecnica classica |
| Argento  | Maurilio De Zolt                                              | Sci di fondo | 50 km tecnica classica |
| Argento  | Giuseppe Puliè Marco Albarello Giorgio Vanzetta Silvio Fauner | Sci di fondo | staffetta 4x10 km      |
| Argento  | Stefania Belmondo                                             | Sci di fondo | 10 km a inseguimento   |

## Medaglie bronzo
| Medaglia | Nome                                                               | Sport        | Evento                 |
| -------- | ------------------------------------------------------------------ | ------------ | ---------------------- |
| Bronzo   | Giorgio Vanzetta                                                   | Sci di fondo | 50 km tecnica classica |
| Bronzo   | Giorgio Vanzetta                                                   | Sci di fondo | 15 km a inseguimento   |
| Bronzo   | Bice Vanzetta Manuela Di Centa Gabriella Paruzzi Stefania Belmondo | Sci di fondo | staffetta 4x5 km       |
| Bronzo   | Hansjörg Raffl Norbert Huber                                       | Slittino     | Doppio                 |